# Monumento a Jan Matejko (Varsovia)
El Monumento a Jan Matejko en Varsovia (en polaco: Pomnik Jana Matejki w Warszawie) es una estatua ubicada sobre la calle Puławska en Mokotów, Varsovia, que muestra la figura del pintor Jan Matejko con un pincel en su mano derecha y una paleta en la izquierda, y parado sobre un pedestal de granito en el que se recuesta Stańczyk, bufón de la corte, que fue una de las figuras históricas que más retrató Matejko.